# Grevenstein
Der sauerländische Erholungsort Grevenstein ist eine Titularstadt in Nordrhein-Westfalen. 
Am 31. Dezember 2023 hatte Grevenstein 829 Einwohner. Seit der kommunalen Neugliederung von 1975 gehört der Ort zur Stadt Meschede im Hochsauerlandkreis. Zuvor gehörte er dem Amt Freienohl (Kreis Arnsberg) an. Grevenstein ist Sitz der Veltins-Brauerei.

## Geografie
Grevenstein liegt in einer Höhenlage bis 630 m ü. NHN im Naturpark Sauerland-Rothaargebirge am Oberlauf der Arpe unmittelbar östlich des Großen Sonnenstücks.

## Geschichte
Am 12. Februar 1324 wurde Grevenstein erstmals in einer Urkunde des Ritters Dietrich von Helden erwähnt und besaß offenbar bereits eine städtische Selbstverwaltung. Als Stadtgründung der Grafen zu Arnsberg siedelte der befestigte Ort um eine Burg auf einer Bergkuppe oberhalb des Arpetals. Reste des ursprünglichen Burgturms bilden heute den Kirchturm der Pfarrkirche. Die Stadt gehörte dem Hansebund an und soll Handelsbeziehungen in die baltischen Länder gehabt haben.
Im Dreißigjährigen Krieg fielen verschiedentlich schwedische und kaiserliche Truppen in die Stadt ein. Die Grevensteiner Schützenbruderschaft St. Michael führt ihre Entstehung auf das Jahr 1664 zurück.

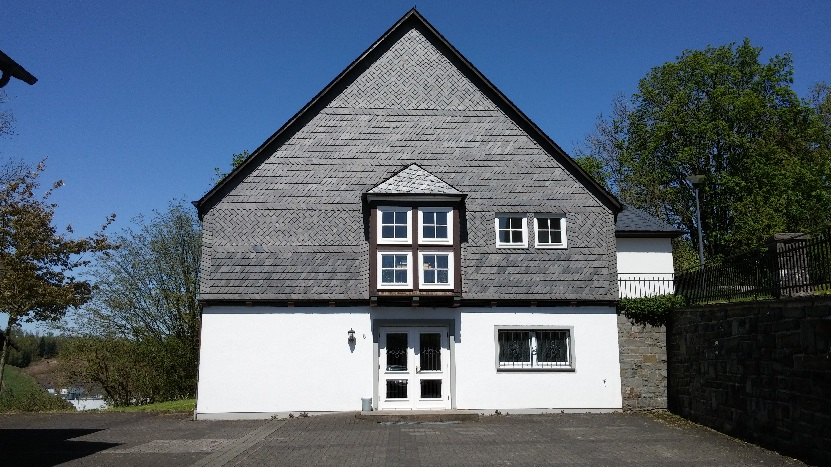
Michael-Stappert-Haus, Antoniusstraße 8, 59872 Meschede (Grevenstein)

In Grevenstein wirkte Pfarrer Michael Stappert, auch Michael Stapirius, ein Gegner der Hexenverfolgung. Er verfasste den Brillen-Traktat, der erst 1676 durch den Amsterdamer Bürger Hermann Löher in dessen Buch Hochnötige Unterthanige Wemütige Klage Der Frommen Unschültigen veröffentlicht wurde. Er war bis 1621 Pfarrer in der sauerländischen Stadt Hirschberg (Warstein). An sein Wirken erinnert das Michael-Stappert-Haus und ein Bronzerelief am Hexenturm in Rüthen.
Die Pest im 17. Jahrhundert und Stadtbrände in den Jahren 1746 und 1843 brachten wiederholt Rückschläge in der Stadtentwicklung. Seit dem 18. Jahrhundert zog sich der Ort stärker in das Tal (Bachstraße) hinunter. Die Einwohnerzahl sank bis 1871 auf 524, stieg bis 1939 auf 598 und dann erst nach dem Zweiten Weltkrieg deutlich an.
Der Ausbau des Wegenetzes und eine öffentliche Wasserversorgung, die 1893 von dem nach Pennsylvania ausgewanderten Grevensteiner Peter Conrad Nagel gestiftet wurde, verbesserten die Lebensbedingungen. So wurde 1893 auch eine Schützenhalle errichtet. Aus einer kleinen Gasthausbrauerei entwickelte sich in der zweiten Hälfte des 19. Jahrhunderts die Veltinsbrauerei, welche heute den Ort prägt.

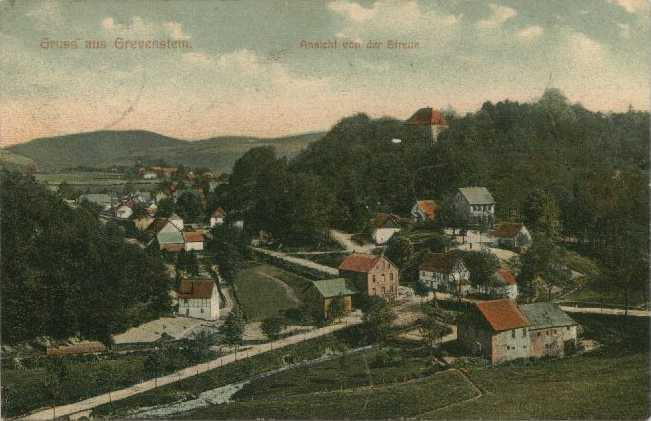
Grevenstein um 1900

Im Jahre 1891 wurde ein neuer Friedhof auf dem Ostfeld angelegt. Sechs Grabstellen (siehe Jüdischer Friedhof (Grevenstein)) zeugen hier auch von zwei jüdischen Familien, die seit der ersten Hälfte des 19. Jahrhunderts in Grevenstein nachweisbar sind. Ihr Haus in der Burgstraße wurde 1938 Zielscheibe des Novemberpogroms. Die Spuren der zu dieser Zeit letzten jüdischen Grevensteinerin führen mit der Deportation in das Ghetto Litzmannstadt bis zur Ermordung im KZ Stutthof am 26. Dezember 1944.
Bei Kriegsende beherbergte der Ort hunderte Flüchtlinge und Evakuierte sowie osteuropäische Zwangsarbeiter. Im Rahmen der Ruhrkesselkämpfe nahmen am 11. April 1945 Soldaten der 5. US-Infanteriedivision Grevenstein nach kurzem Beschuss vom Ostfeld kommend ein und beendeten so die nationalsozialistische Herrschaft.

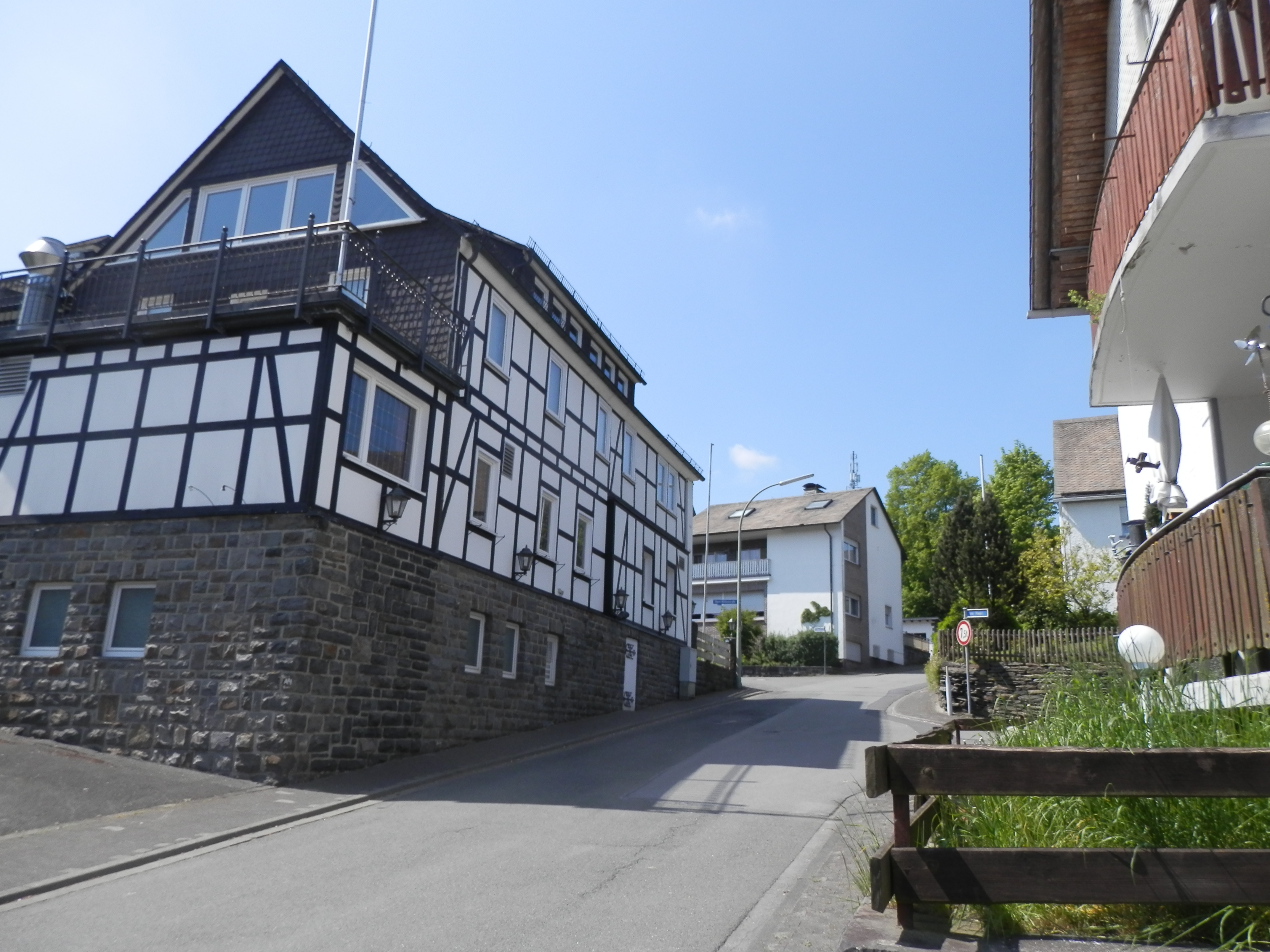
Burgstraße Gasthof Becker

Nach dem Zweiten Weltkrieg entwickelte sich die touristische Infrastruktur mit Hotels, Pensionen, Wanderwegen, Skilift und Freibad. Das Freibad wird seit 2006 von einem gemeinnützigen Verein betrieben.
Am 1. Januar 1975 wurde Grevenstein in die Kreisstadt Meschede eingegliedert.

## Wappen
| Wappen der ehemaligen Gemeinde Grevenstein | Blasonierung: In Silber ein goldbewehrter, rotgezungter blauer Adler. Beschreibung: Der älteste Siegelabdruck von 1348 bildet den landesherrlichen Adler der Grafen von Arnsberg ab. Die Arnsberger Wappensammlung von 1700 zeigt dieses Siegelbild in den Farben Schwarz in Silber, gemäß den Farben des Kurfürstentum Köln. 1911 wurden die Farben der Grafen von Arnsberg angenommen. Dabei wurden die Farben verwechselt, so dass jetzt „Blau in Silber“ genommen wurde. Die amtliche Genehmigung erfolgte am 24. Juni 1911. |

## Wirtschaft und Infrastruktur

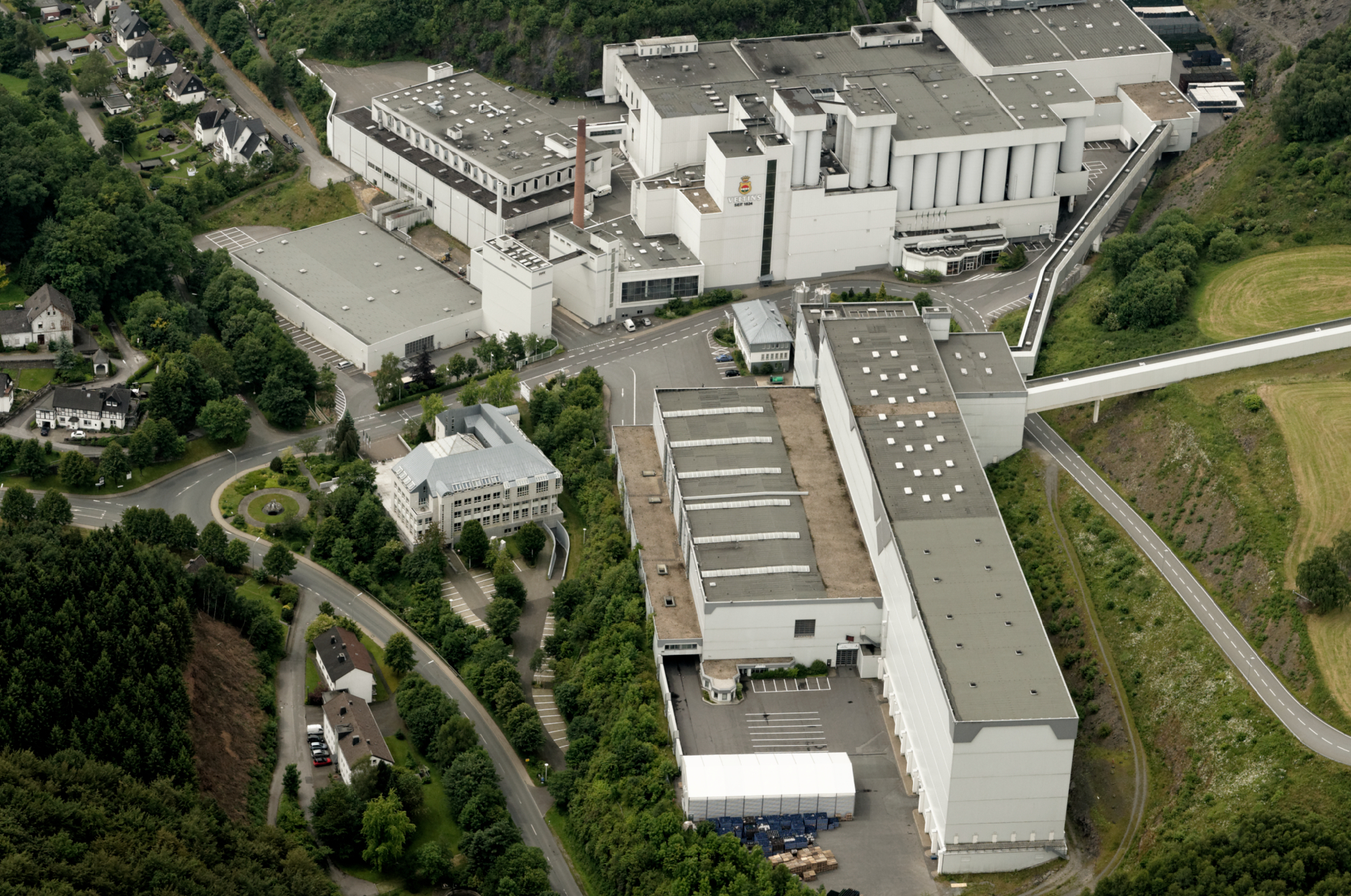
Veltins

Das größte Unternehmen im Ort ist die Brauerei Veltins.

## Sehenswürdigkeiten

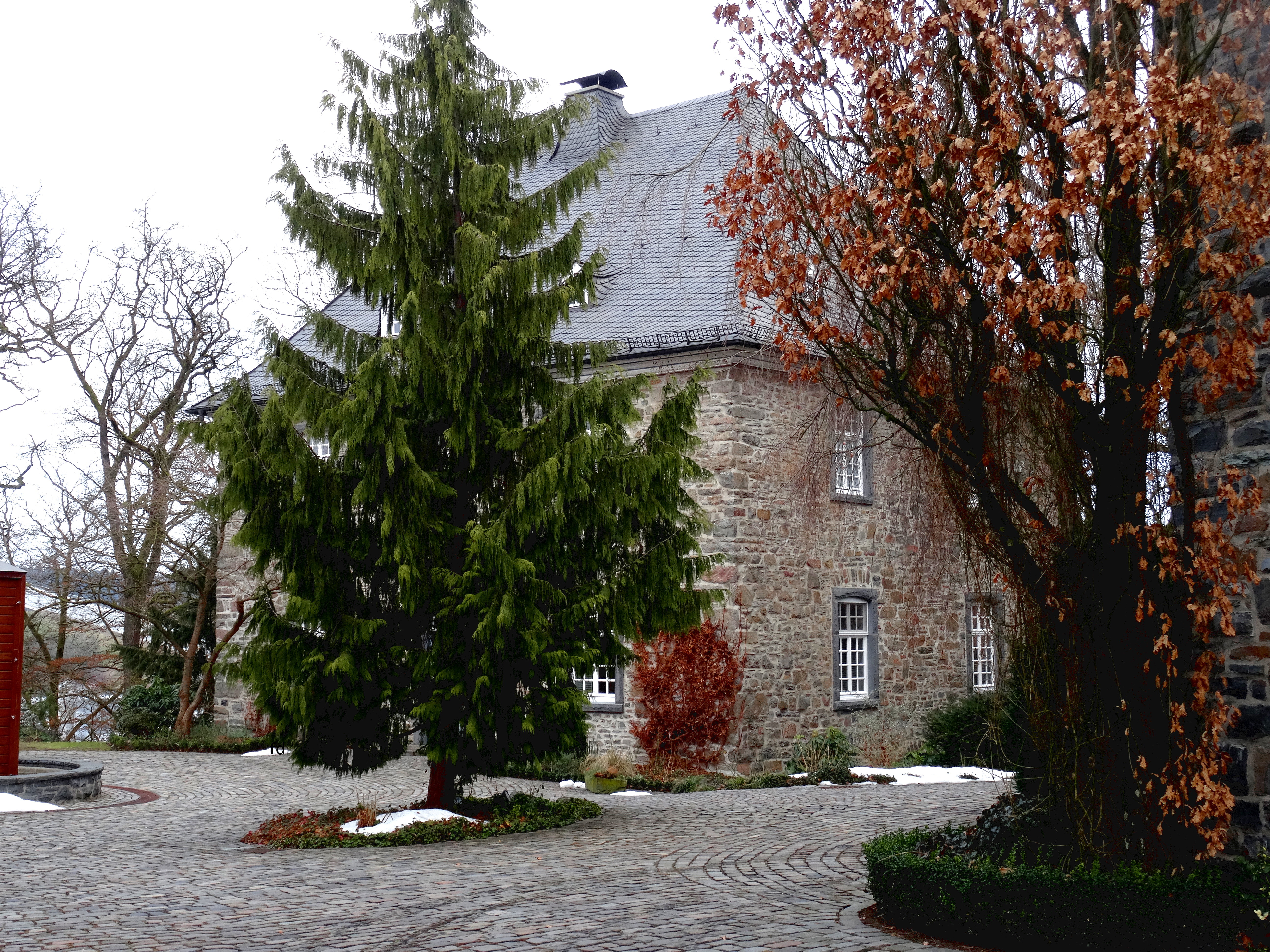
Burgmannshof

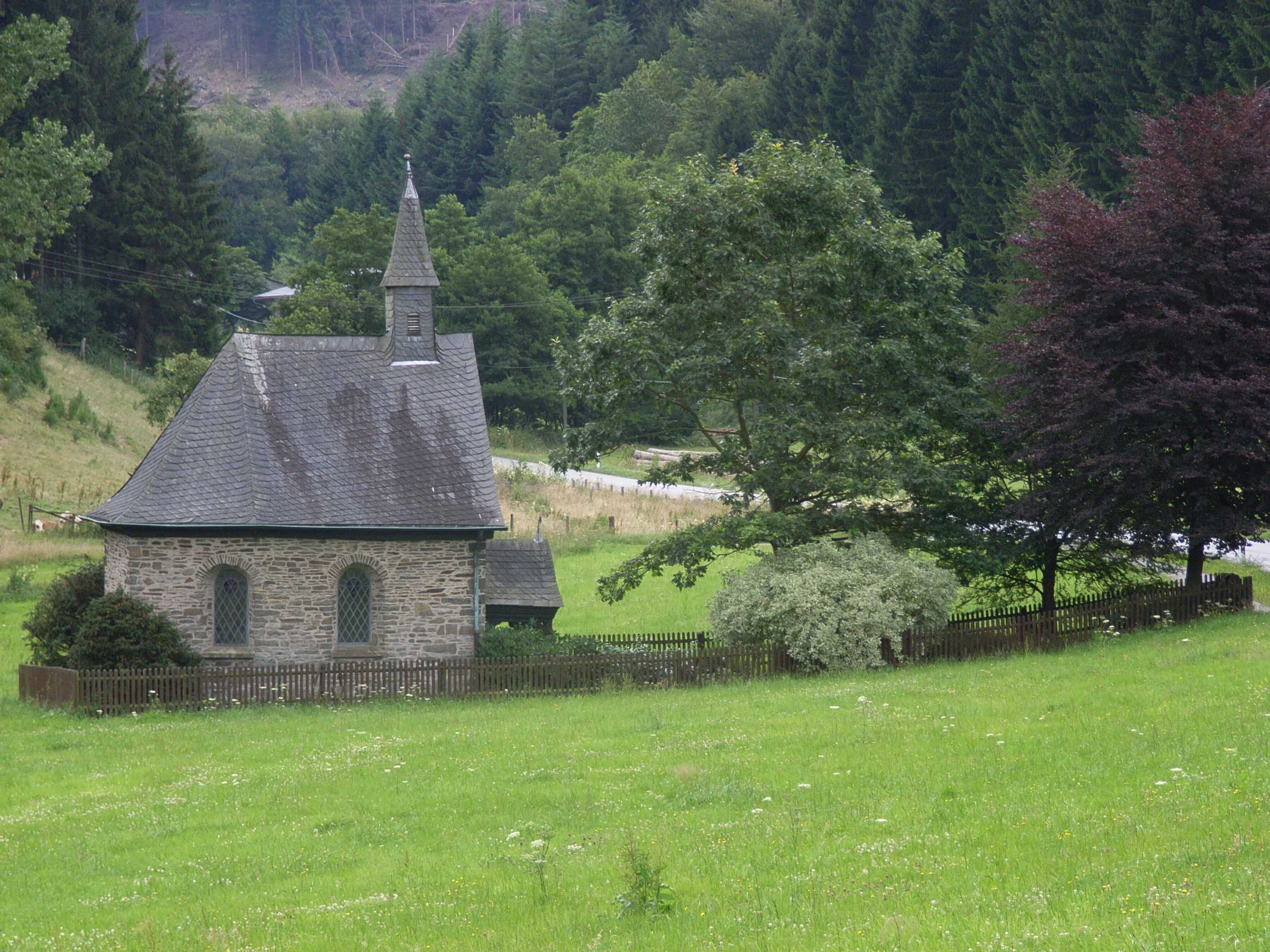
Nothelferkapelle

Zu den Sehenswürdigkeiten des Ortes gehört die Pfarrkirche St. Antonius Einsiedler auf der höchsten Erhebung des Ortes und die Nothelferkapelle auf dem Ostfeld sowie das Burgnebengebäude; der ehemalige Wohnsitz der Burgmannenfamilie von Schade aus dem 16. Jahrhundert.

## Persönlichkeiten
- Michael Stappert (* um 1585 in Meiste zu Rüthen; † 1663 in Grevenstein), auch Michael Stapirius, ein deutscher Pfarrer und Gegner der Hexenverfolgung
- Johannes Franz Becker (* 18. Dezember 1689 in Meinkenbracht; † 21. Januar 1777), katholischer Pfarrer und Montanunternehmer
- Josefa Berens-Totenohl (* 30. März 1891 in Grevenstein; † 6. Juni 1969 in Meschede), in den 1930er Jahren erfolgreiche Blut-und-Boden-Schriftstellerin und Malerin. 1991 wurde eine Gedenktafel an ihrem Geburtshaus angebracht.
- Lina S. Schüerhoff, Malerin, lebte in der Mitte des 20. Jahrhunderts im erhaltenen Burggebäude und schuf dort zahlreiche Blumenstillleben und Landschaftsbilder.
- Friedrich Becker (* 25. Mai 1922 in Ende (Herdecke) bei Herdecke; † 15. Mai 1997 in Düsseldorf), Goldschmied, lebte bis zu seinem 14. Lebensjahr in Grevenstein.
- Peter Conrad Nagel (* 15. Mai 1825 in Grevenstein; † 12. März 1911 in Wilkes-Barre, Pennsylvania) wirkte missionarisch als katholischer Priester in Pennsylvania.
- Rosemarie Veltins (* 14. Februar 1938 in Grevenstein; † 30. April 1994 ebd.) war eine Unternehmerin und Brauereibesitzerin.
- Klaus Thüsing (* 22. Februar 1940 in Grevenstein); Der Sozialwissenschaftler und SPD-Bundestagsabgeordnete verbrachte seine frühe Kindheit und Schulzeit bis 1948 in Grevenstein.
- Franz Anton Lohage (* 31. März 1815 in Grevenstein; † 22. April 1872 in Unna), Eisenhüttenmann, Chemiker und Erfinder.